# Dick Cheney

Dick Cheney (2003)

Richard Bruce „Dick“ Cheney [ˈtʃeɪ.ni] (* 30. Januar 1941 in Lincoln, Nebraska) ist ein US-amerikanischer Politiker (Republikanische Partei) und Manager. Er war von 2001 bis 2009 der 46. Vizepräsident der Vereinigten Staaten unter Präsident George W. Bush sowie von 1989 bis 1993 unter dessen Vater George Bush Verteidigungsminister der Vereinigten Staaten. Von 1975 bis 1977 war er der bis dahin jüngste Stabschef des Weißen Hauses unter Präsident Gerald Ford.

## Leben

### Familienleben
Cheney ist der Sohn eines Angestellten des US-Landwirtschaftsministeriums, Richard Herbert Cheney. Seine Mutter war Marjorie Lorraine Cheney, geb. Dickey. Sein Vater war registrierter Demokrat und arbeitete für ein Programm der Regierung Franklin D. Roosevelts, das Bauern helfen sollte, ihren Boden fruchtbar zu halten und vor Erosion zu schützen.
Cheney hat einen Bruder, Bob, und eine Schwester, Susan. Er wuchs in Casper im US-Bundesstaat Wyoming auf, wo er 14-jährig seine Schulfreundin und spätere Ehefrau Lynne Vincent kennenlernte. Cheney hat zwei Töchter, Mary und Liz, sowie sieben Enkel. Mary heiratete am 22. Juni 2012 ihre langjährige Partnerin. Liz wurde 2016 für den Staat Wyoming ins US-Repräsentantenhaus gewählt.

### Schulische Ausbildung und Studium
In der High School erbrachte Cheney ausgezeichnete schulische und sportliche Leistungen. Er wurde Klassensprecher der Natrona County High School und spielte Halfback in der Football-Mannschaft.
Cheney konnte aufgrund eines akademischen Stipendiums 1959 an der Yale University Politikwissenschaft studieren, brach jedoch nach drei Semestern aufgrund von schlechten Leistungen wieder ab. 1962 wurde er zweimal wegen Fahrens unter Einfluss psychoaktiver Substanzen verhaftet und zu geringen Geldstrafen verurteilt. In einem Interview mit dem New Yorker vom 7. Mai 1991 sagte er dazu, die kurzen Aufenthalte in einer Gefängniszelle hätten ihn dazu gebracht, über sich nachzudenken. Er wäre sonst wahrscheinlich auf die schiefe Bahn geraten.
Danach begann er wieder zu studieren; er immatrikulierte sich 1963 am Casper Community College und wechselte dann zur University of Wyoming, wo er 1965 mit einem Bachelor und 1966 mit einem Master in Politikwissenschaft abschloss. Er begann daraufhin an der University of Wisconsin–Madison mit einem Doktoratsstudium. Trotz sehr guter Noten brach er es ab, um sich der Politik zu widmen – ein Jahresstipendium für die Arbeit im Büro des Abgeordneten William A. Steiger machte dies möglich.

### Politische Karriere

#### Anfänge

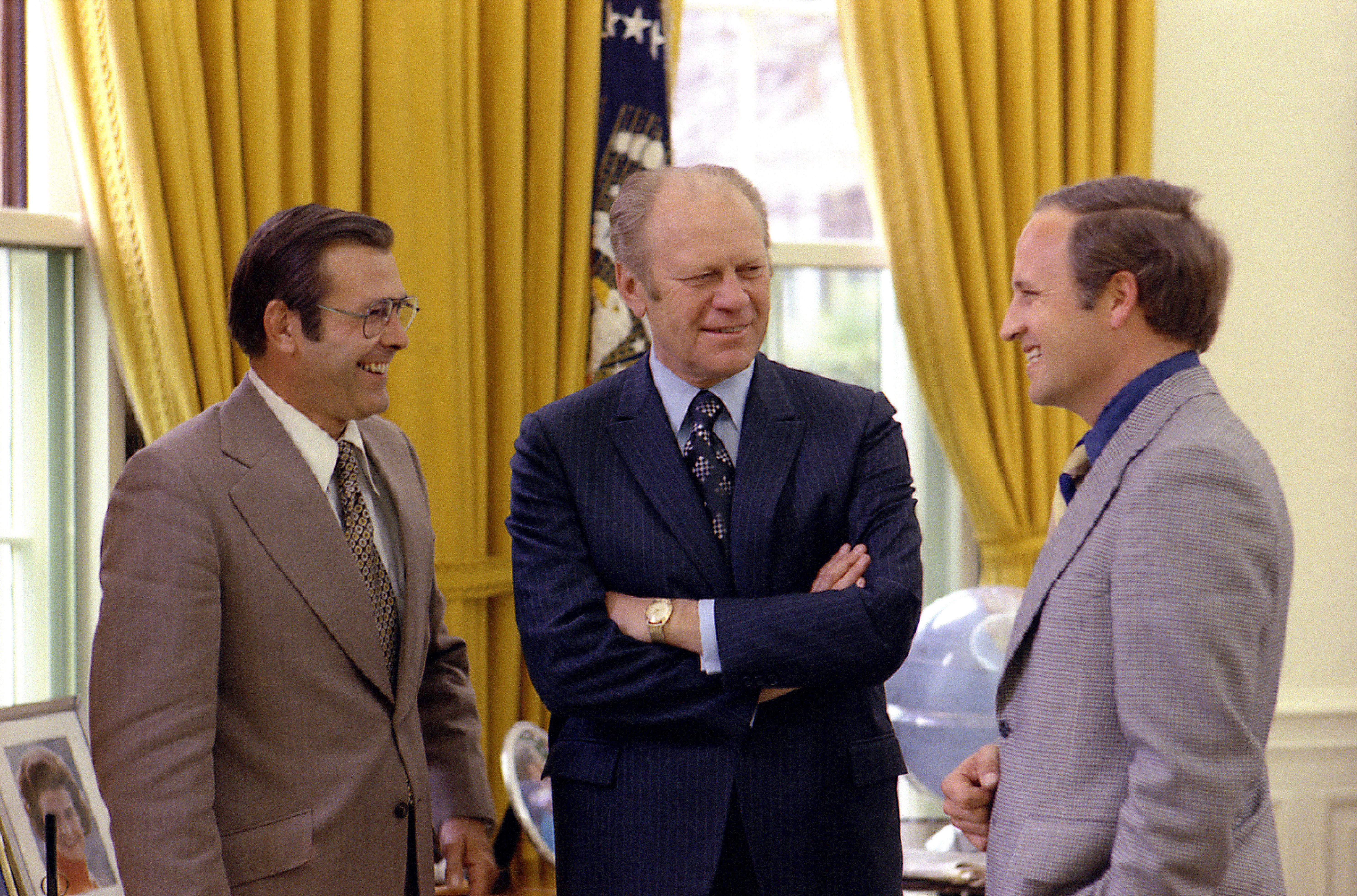
Cheney (rechts) mit Präsident Ford (Mitte) und Donald Rumsfeld (links) (1975)

Seine politische Karriere begann Cheney 1969 als Mitarbeiter der Regierung Richard Nixons, u. a. als persönlicher Assistent von Donald Rumsfeld. Unter Präsident Gerald Ford wurde Cheney zum Assistenten des Präsidenten und zum jüngsten Stabschef des Weißen Hauses (White House Chief of Staff) der Geschichte ernannt. Außerdem war Cheney Wahlhelfer für Gerald Fords Kandidatur zur Wahl 1976.

#### Kongress

Ronald Reagan und Dick Cheney (1983)

1978 wurde er als republikanischer Abgeordneter für Wyoming in das US-Repräsentantenhaus gewählt. Cheney wurde in diesem Amt bis 1989 fünfmal wiedergewählt. Während seiner Zeit als Abgeordneter vertrat er sehr konservative Positionen, die im Wahlkampf 2000 erneut thematisiert wurden. So stimmte er u. a. gegen einen nationalen Feiertag für Martin Luther King und gegen ein US Department of Education, also ein bundesweites Bildungsministerium. Im 100. Kongress wurde er von den Republikanern zum Republican Conference Chair gewählt und war somit der dritthöchste Republikaner im Repräsentantenhaus nach dem republikanischen Oppositionsführer (minority-leader) Robert H. Michel und Minderheitswhip Trent Lott. Seine Tochter Liz hat dasselbe Amt von Januar 2019 bis Mai 2021 inne. Im 101. Kongress stieg er dann zum republikanischen Whip auf und war damit der zweithöchste Republikaner nach Robert H. Michel, bis er von George Bush zum Verteidigungsminister ernannt wurde, siehe Kabinett. Sein Nachfolger als republikanischer Whip wurde Newt Gingrich.
Auch war er in dieser Zeit ein energischer Verfechter des staatlichen Erdöl- und Kohlehandels. Ein staatliches Gebäude in Casper, zuständig für Erdöl und Kohle, wurde nach ihm „Dick Cheney Federal Building“ getauft.
Im Gegensatz zu George W. Bush gilt Cheney in der Frage gleichgeschlechtlicher Ehen als aufgeschlossen, weil seine eigene Tochter offen lesbisch lebt. In der Abtreibungsdebatte hat er sich konsequent als Abtreibungsgegner positioniert.

#### Kabinett

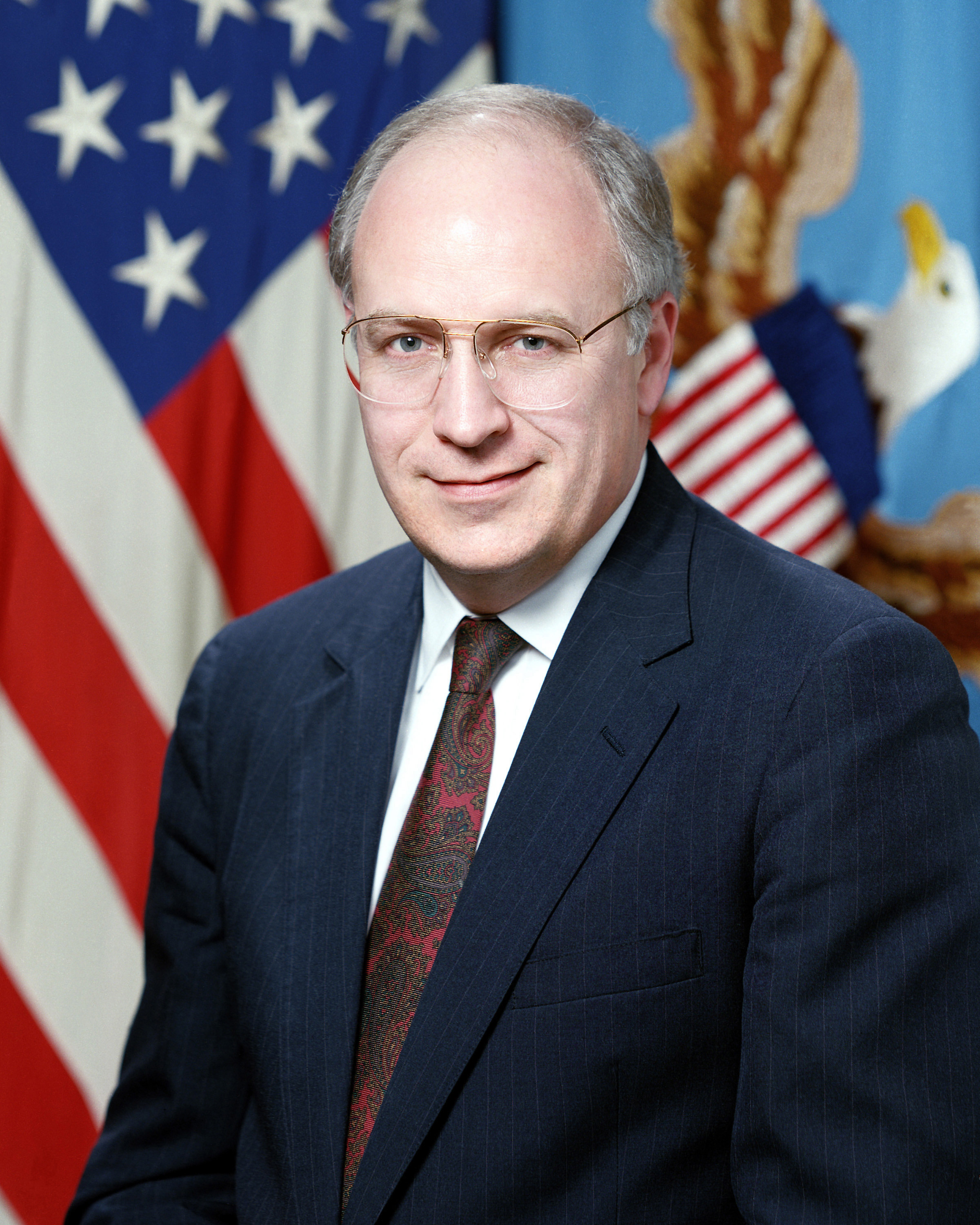
Dick Cheney als Verteidigungsminister

1989 wurde Cheney von George Bush als Nachfolger von Frank Carlucci zum Verteidigungsminister berufen. Allerdings war er erst Bushs zweite Wahl; der ursprünglich nominierte John Tower, US-Senator aus Texas, war vom Senat mit 47:53 Stimmen abgelehnt worden. Cheneys Ernennung wurde ohne Gegenstimme bestätigt. Das Amt des Verteidigungsministers hatte er bis zum Ende von Bushs Amtszeit im Januar 1993 inne. In diese Zeit fallen der erste Irak-Krieg sowie die amerikanischen Interventionen in Panama und Somalia.
Cheney etablierte eine entscheidende Änderung im Logistics Civil Augmentation Program (LOGCAP), in dessen Rahmen die US Army seit Mitte der 1980er Jahre zivile Firmen vor allem mit Infrastrukturprojekten (Bau von Flughäfen, Gefängnissen und Verpflegung der Soldaten weltweit) beauftragte. Bisher waren diese Aufträge an unterschiedliche Auftragnehmer vergeben worden. Cheney beauftragte die Firma Kellogg Brown & Root, eine Halliburton-Tochter, mit einem Gutachten, das klären sollte, ob in Zukunft nur noch eine einzige Firma alle LOGCAP-Aufträge bekommen könne. Das Gutachten beantwortete diese Frage positiv und es fand eine Ausschreibung für milliardenschwere Projekte für die nächsten fünf Jahre statt. Von den 37 teilnehmenden Firmen erhielt Kellogg Brown & Root den Zuschlag. 1995 wurde Cheney CEO von Halliburton / Kellogg Brown & Root. Diese nicht ganz unproblematische Konstellation führte auch dazu, dass seine Kritiker bemängelten, er verknüpfe private Interessen mit politischen Interessen, was Cheney stets energisch verneinte.

### Berufliche Karriere in der Privatwirtschaft
1995 wurde Cheney Aufsichtsratsvorsitzender und CEO von Halliburton, deren Kerngeschäft die Energieversorgung und -förderung bzw. der Handel mit Erdöl ist. Zusammen mit Donald Rumsfeld begründete er 1997 die konservative Denkfabrik Project for the New American Century.
In den fünf Jahren seiner Tätigkeit für Halliburton stieg der Auftragswert von Projekten für die Regierung von 1,2 Milliarden auf 2,3 Milliarden US-Dollar.
In diese Zeit fällt der Balkan-Krieg mit umfangreichen Regierungsaufträgen für Halliburton / KBR sowie lukrativen Aufträgen im Zusammenhang mit dem „Oil-for-Food“-Programm für den Irak.
Nachdem Cheney als Vizepräsidentschaftskandidat aufgestellt worden war, trat er am 25. Juli 2000 als CEO von Halliburton zurück, verkaufte einen großen Teil seiner Anteile und legte den Rest in einem Treuhandfonds an. Noch im Juli 2004 erhielt er aber Abfindungszahlungen von Halliburton. Da Halliburton für den Wiederaufbau im Irak hoch dotierte Aufträge der US-Regierung bekam, sehen Kritiker hier einen Interessenkonflikt. Da der Konzern unter Führung Cheneys Geschäfte mit Diktaturen wie dem Irak, Afghanistan und Myanmar gemacht hatte, kam Cheney dafür in die Kritik.
Im Dezember 2010 teilte die Korruptionsbehörde Nigerias mit, gegen Dick Cheney wegen Korruption Anklage zu erheben. Die Vorwürfe beträfen Schmiergeldzahlungen im Zusammenhang mit dem Bau einer Flüssiggasanlage durch den US-Energiekonzern Halliburton im Süden Nigerias. Insgesamt sollen zwischen 1995 und 2005 Schmiergelder von 182 Millionen Dollar geflossen sein.

### Vizepräsidentschaft

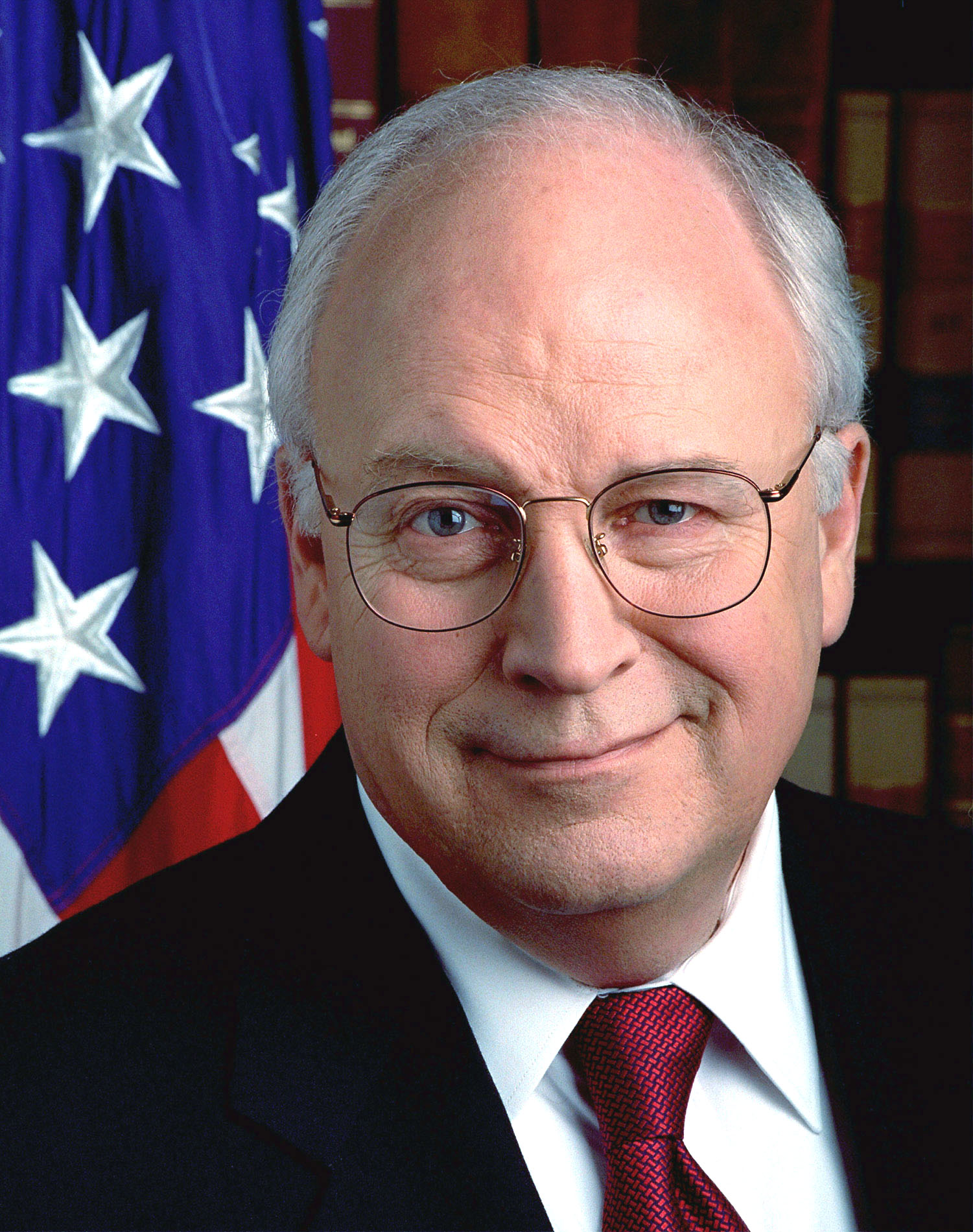
Dick Cheney als Vizepräsident (2001)

Dick Cheney wurde im Januar 2001 Vizepräsident unter George W. Bush. Nach den Anschlägen vom 11. September 2001 habe Cheney zusammen mit seinem ehemaligen Chef und damaligen Verteidigungsminister Donald Rumsfeld mit neokonservativer Außenpolitik die Bush-Regierung geprägt, so Maureen Dowd in einem Meinungsbeitrag der New York Times im August 2003.
Vor der Vizepräsidentschaft war Cheney aus dem Beirat des Jewish Institute for National Security Affairs ausgeschieden. Er erlangte schnell den Ruf, das Amt des Vizepräsidenten sehr energisch auszuüben. So soll er bei internen Treffen und personellen Entscheidungen der Regierung Bush großen Einfluss ausgeübt haben. Auch unterhielt er ein Büro im Repräsentantenhaus.
Während Bush im Wahlkampf Maßnahmen gegen den Klimawandel angekündigt hatte, setzte Cheney im Gegenteil eine sehr industriefreundliche Politik durch, die einen Abbau von Umweltschutzvorschriften und umfangreiche Subventionen (15 Milliarden Dollar) und Steuernachlässe für die Öl-, Gas- und Kohleindustrie umfasste. Den wissenschaftlichen Konsens über den menschengemachten Klimawandel bezeichnete er als nicht eindeutig; es seien weitere Untersuchungen notwendig.

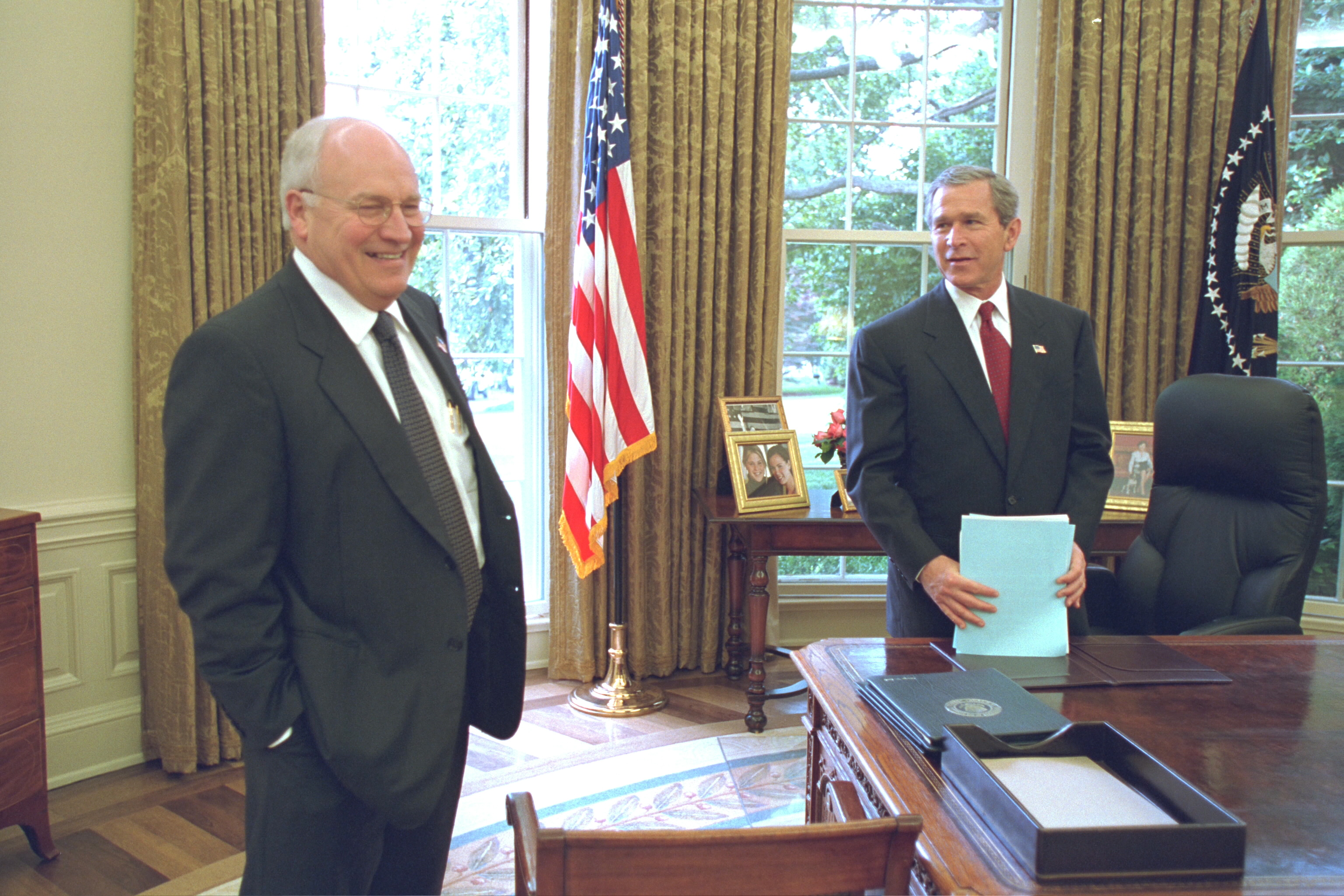
George W. Bush und Dick Cheney im Oval Office (2002)

Cheney stand während seiner Vizepräsidentschaft der National Energy Policy Development Group (NEPDG) vor, wo auch einige leitende Enron-Mitarbeiter trotz des laufenden Enron-Skandals beschäftigt waren. Im Juli 2003 zwang das höchste US-amerikanische Gericht, der Supreme Court, die NEPDG, ihre gesamten Dokumente zu veröffentlichen. Es enthält Karten von Ölfeldern in Saudi-Arabien, dem Irak und den Vereinigten Arabischen Emiraten sowie einige Kapitel über Themen wie Energieeffizienz, Energiesicherheit oder Umweltschutz. Auch wurde bekannt, dass die NEPDG Saddam Hussein Zugeständnisse zur Förderung seines Öls gemacht hatte.
Unter Cheneys Vizepräsidentschaft wurde Halliburton/Kellogg Brown & Root, Inc. ohne Ausschreibung von der Regierung im Rahmen des RIO-Programms (RIO = Restore Iraqi Oil) mit Arbeiten im Wert von etwa 2 Milliarden US-Dollar beauftragt.
Während der zweiten Amtszeit entfremdeten sich Bush und Cheney zunehmend voneinander. Ein Anzeichen war, dass Cheney wollte, dass Bush dessen früheren Stabschef Scooter Libby begnadigt, doch Bush ihm den Gefallen nicht mehr tat. Peter Baker von der New York Times merkte an, dass im George W. Bush Presidential Library and Museum, eröffnet im Frühjahr 2013, wohl Ausstellungsstücke der Präsidentengattin, Bushs Kindern, von Condoleezza Rice, John R. Bolton, Andy Card, ja sogar Statuen der Hunde des Präsidenten stehen, jedoch kaum ein Anzeichen von Cheney zu finden ist.

### Späteres Leben

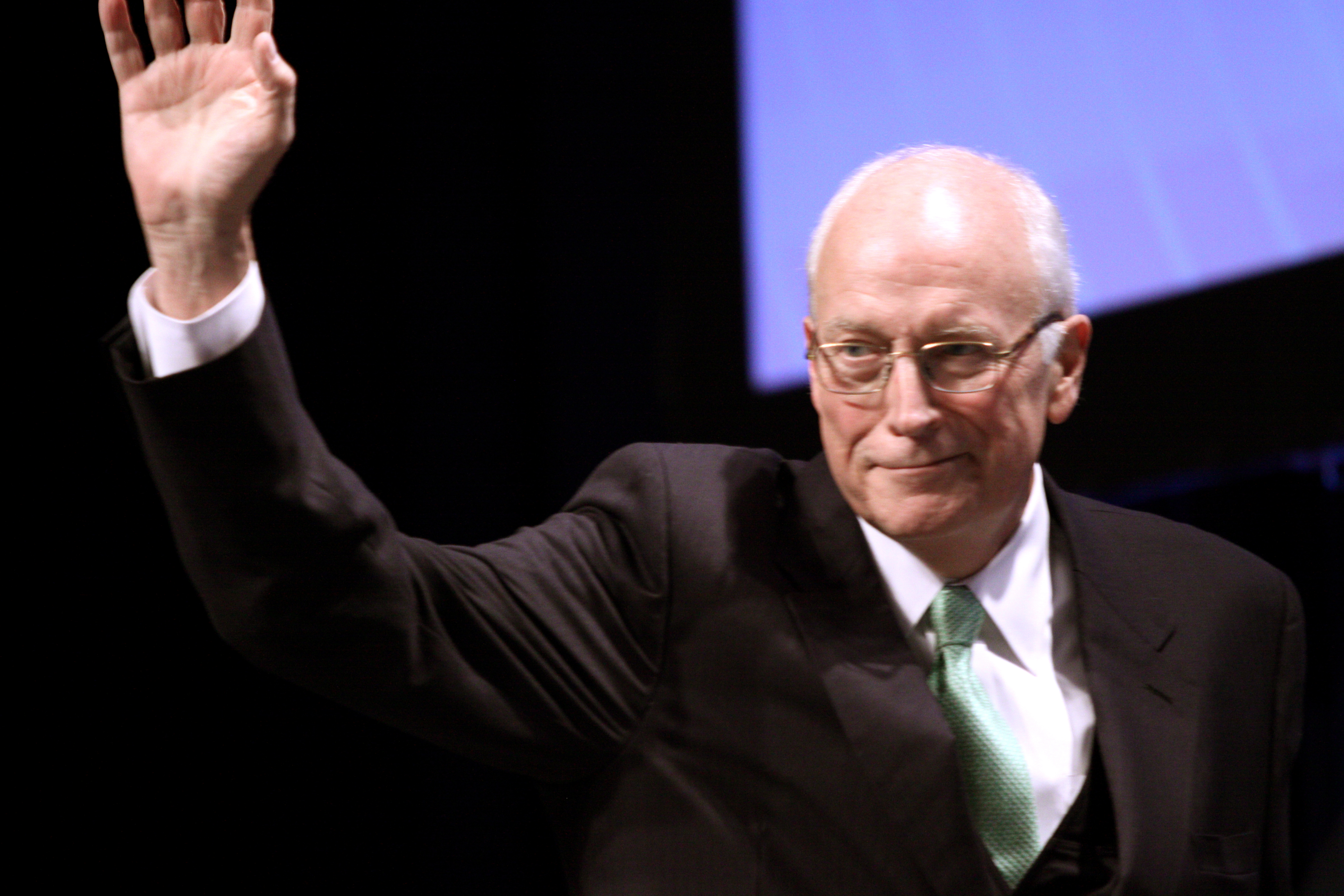
Cheney (2011)

Dick Cheney unterzog sich am 24. März 2012 einer Herztransplantation, bei der er ein Spenderherz bekam. Cheney, der als junger Mann starker Raucher war, hatte mehrere Herzinfarkte erlitten, den ersten bereits im Alter von 37 Jahren; nachdem er 2010 erneut einen Herzanfall erlitt, wurde ihm die später durchgeführte Transplantation empfohlen.
Cheney hat die beiden auf George W. Bush folgenden US-Präsidenten, Barack Obama und Donald Trump, wiederholt kritisiert. Am 7. September 2024 erklärte Cheney öffentlich, dass er bei der anstehenden Präsidentschaftswahl 2024 nicht für den republikanischen Kandidaten Donald Trump, sondern für die Demokratin Kamala Harris stimmen werde. Zur Begründung sagte er, dass es „noch nie einen Menschen gegeben habe, der eine größere Bedrohung für unsere Republik darstellte als Donald Trump“. Dieser habe versucht, „die letzten Wahlen mit Lügen und Gewalt zu manipulieren, um sich an der Macht zu halten, nachdem die Wähler ihn abgelehnt hatten.“ Nie wieder dürfe ihm Macht anvertraut werden.

## Auszeichnungen
- 1991 – Presidential Medal of Freedom (USA)
- 2018 – Großer Orden der Aufgehenden Sonne am Band[17] (Japan)

## Sonstiges
- Auf einem Jagdausflug am 11. Februar 2006 in Texas verletzte er einen befreundeten Anwalt durch einen Schuss aus einer Schrotflinte.[18]
- Bei einem Anschlag auf den Vizepräsidenten im Februar 2007 sprengte sich ein Attentäter vor dem US-Luftwaffenstützpunkt Bagram in die Luft.
- Cheney wird von vielen seiner Kritiker Darth Vader genannt.[19]
- Cheney ist Namenspate des Schwammkugelkäfers Agathidium cheneyi.[20]
- Am 14. Dezember 2018 erschien in den USA eine Filmbiografie mit dem Titel Vice, die sich mit Dick Cheneys Arbeit als Vizepräsident befasst. Seine Darstellung übernahm der britisch-US-amerikanische Schauspieler Christian Bale.

## Schriften
- Mit Liz Cheney: In My Time: a personal and political memoir. Threshold Ed., New York (u. a.) 2011, ISBN 978-1-4391-7619-1
- Mit Jonathan Reiner und Liz Cheney: Heart: An American Medical Odyssey. Scribner, New York 2013, ISBN 978-1-4767-2539-0.
- Mit Liz Cheney: Exceptional. Why the world needs a powerful America. Threshold Ed., New York, NY (u. a.) 2015, ISBN 978-1-5011-1541-7